# Xingnan, Tianjin
Xingnan (kinesiska: 兴南, 兴南街道) är ett stadsdelsdistrikt i Kina. Det ligger i storstadsområdet Tianjin, i den norra delen av landet, nära eller i stadens centrum. Antalet invånare är 43 744. Befolkningen består av 21 983 kvinnor och 21 761 män. Barn under 15 år utgör 6,0 %, vuxna 15-64 år 81 %, och äldre över 65 år 11,0 %.